# F-15鷹式戰鬥機
F-15鷹式战斗机，是一款美国麥克唐納-道格拉斯公司（现波音公司）开发生产的全天候制空战斗机。針對獲得与維持空优而设计，是美國空軍現役的主力战机之一。F-15是自1962年展開的F-X（Fighter-Experimental）计划发展而来，在战机世代上被画分为第四代战机。
为了替代除役的F-111执行穿透打击任务，1988年F-15发展出後續的衍生型F-15E打擊鷹式戰鬥轟炸機，这是一款成功的全天候打击战斗机。F-15或F-15E已出口到日本、以色列、韩国，新加坡、沙特阿拉伯等国家。除日本外其余用戶均已獲得了基於F-15E开发的出口型號战斗机。
美国空军曾计划在2010年代用洛克希德·马丁公司的F-22取代其所有的F-15制空战斗机，但F-22的采购量严重减少，迫使美国空军将F-15C/D战斗机使用到2020年代。F-15E「打擊鷹」预计将继续在美国空军中使用到2030年代。F-15仍然在许多国家服役，改进型号的生产仍在进行。

## 設計

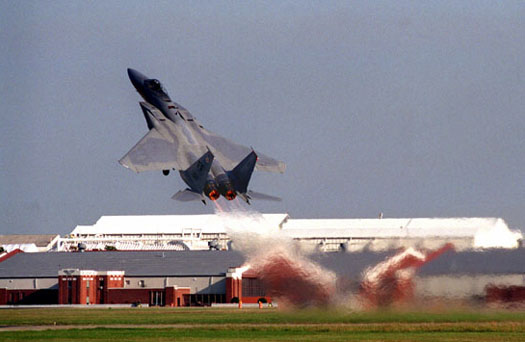
一架開啟後燃器以大角度爬升姿勢離陸的F-15

F-15的機動性來自於低翼負荷（重量對翼面積之比值）與高推重比，使它能夠快速地轉向而不喪失速度，武器和飛控系統的設計使得它只需要一名飛行員，就能安全而有效率地進行空戰。
F-15可以簡單地分成單座型和雙座型，雙座型的駕駛艙玻璃的後部略凸，但即使是單座型的F-15的駕駛艙也保留了可容納多一個座位的空間，也就是可以簡單地改成為雙座型。
多功能的航電系統包含了抬頭顯示器（Head-Up Display，HUD）、先進的雷達、慣性導航系統（Inertial Navigation System，INS）、 飛行儀表、超高頻（Ultra-High Frequency，UHF）通訊、戰術導航系統與儀器降落系統（Instrument Landing System，ILS）。它也內建了戰術電戰系統、敵我識別器（Identification Friend or Foe，IFF）、電子反制（Electronic CounterMeasure，ECM）裝置與中央數位電腦系統。抬頭顯示器會顯示出由航電系統整合提供的飛行相關資料，它可以在任何飛行環境下判讀，提供飛行員飛行、追踪及獵殺敵機或其它目標的必要而即時的資訊，而不需要低頭看座艙內的儀表。
F-15的多功能脈衝都卜勒雷達可以向下俯視搜索目標，利用都卜勒效應能避免目標的訊號被地面雜訊所掩蓋，可以追踪從視距外到近距離、樹梢高度的小型高速目標。目標反射的雷達訊號會傳到中央電腦，在近距離纏鬥下，雷達可以自動捕獲目標，並將目標資訊投射到抬頭顯示器上。電戰系統提供威脅來源的警告，並且自動進行反制。這些先進的電子裝置讓飛行員為它取了個「星艦」的綽號。
F-15能搭載多種空對空武器，自動化的武器系統與手置節流閥與操縱桿（Hands On Throttle And Stick，HOTAS）的設計，讓飛行員只需使用節流閥桿和操縱桿上的按鈕，就可以有效地進行空戰。而所有的設定與視覺導引都會顯示在抬頭顯示器上。

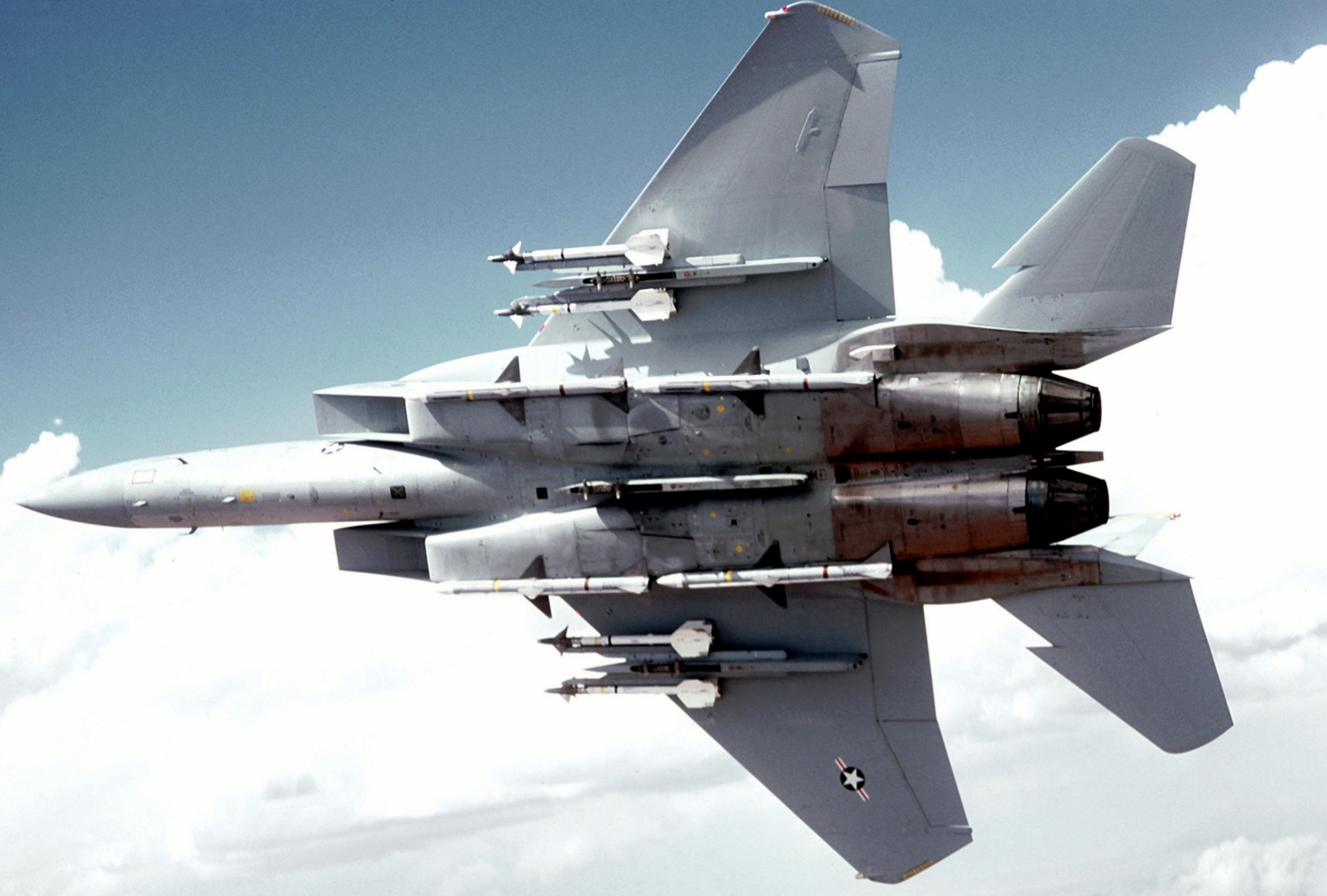
F-15搭載4枚AIM-7麻雀飛彈和4枚響尾蛇飛彈

F-15能夠攜帶AIM-7麻雀飛彈、AIM-9響尾蛇飛彈、AIM-120先進中程空對空飛彈，其中進氣道下方外側可以掛載AIM-7和AIM-120，機翼下的多功能掛架可以掛載AIM-9和AIM-120。而在右側進氣道外側還有一座M61A1火神式機砲。
低阻力的適形油箱（Conformal Fuel Tanks，CFT）是特別為C/D型研發的，裝設在兩邊進氣道外側，主翼下方的位置，可以裝載約114立方呎（約3,200公升）的油料，只需增加一點呆重，但增加的阻力遠小於外掛式副油箱，也不會佔用外掛載點，原先在進氣道下方外側的掛載點則改成在適形油箱下方，數量相同。這個裝置使得F-15能夠減少空中加油所需的時間，因而增加其在戰場上執行任務的時間，有助於其全球部署行動。不過由於它不像傳統外掛式副油箱可以在必要時拋棄，而依然會降低戰機的性能，A/B/C/D型通常不使用它，F-15E則會使用。
F-15E打擊鷹式戰鬥轟炸機是雙座、雙重用途戰機，可全天候執行空優作戰與深入阻絕任務。後座擁有四具多功能陰極射線管（CRT）螢幕，可以檢視飛機系統與武器的管理。三重數位線傳飛控系統與雷射陀螺儀使得戰機能夠進行自動地貌追沿（terrain following）飛行。而高解析度的AN/APG-70雷達與夜間低空導航暨標定紅外線（Low-Altitude Navigation and Targeting Infrared for Night，LANTIRN）莢艙，使得F-15E能夠進行低空高速穿透。

## 机型

### 主要型號

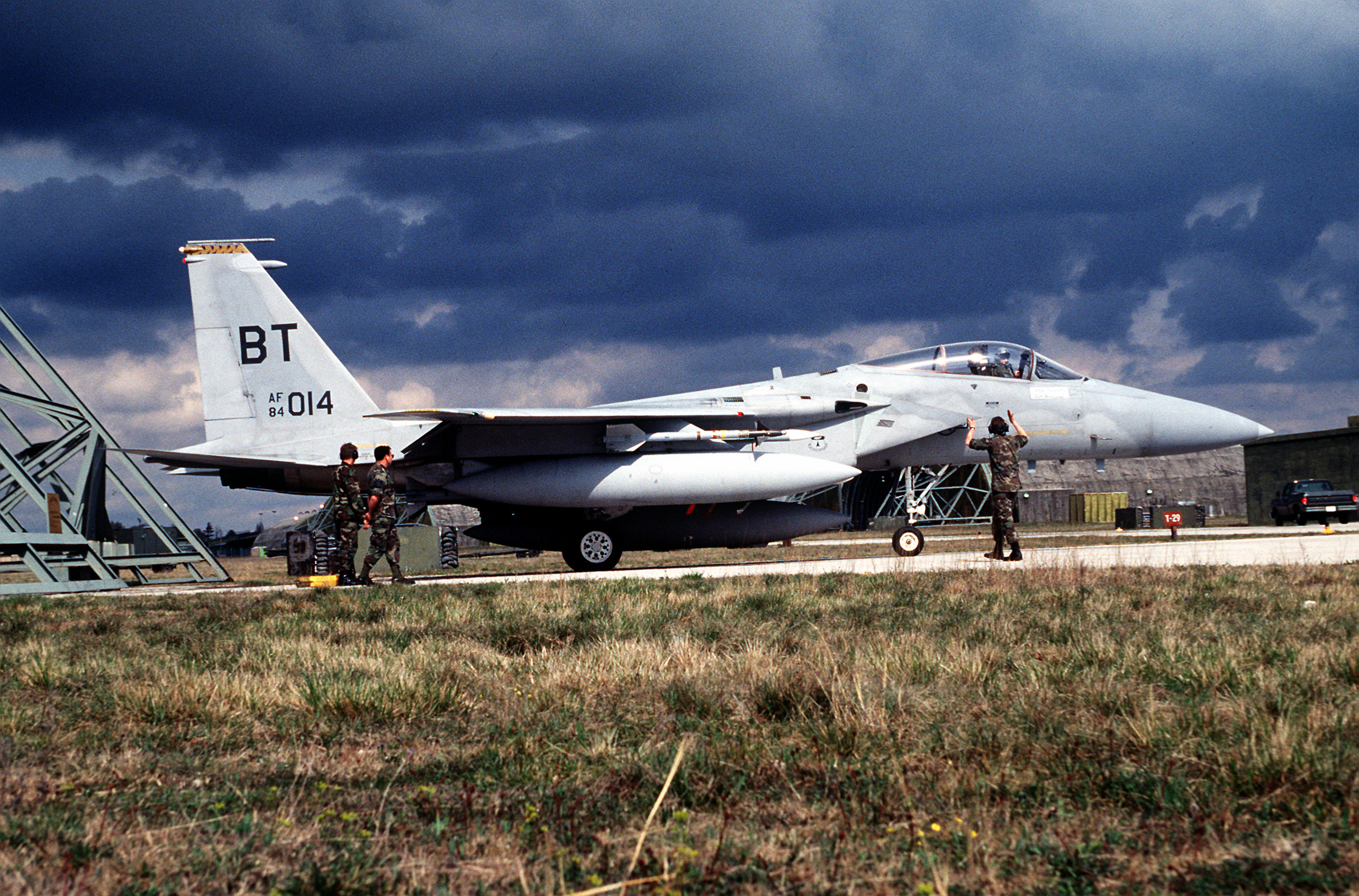
美國空軍F-15C鹰式戰鬥機，攝於1993年6月1日，於意大利阿維亞諾空軍基地。該機正按聯合國安全理事會決議781號，執行北約對波斯尼亞和黑塞哥維那上空實施的禁飛區（禁航行動Operation Deny Flight 及後續的慎重武力行動 Operation Deliberate Force）

- F-15A：早期型，祇採用普惠F-100發動機，以色列空軍的F-15A是最早用於實戰的F-15，至於美國的F-15A後來祇用於作為二線部隊的空中國民兵
- F-15B：雙座位的F-15A，主要作為教練機
- F-15C：美國空軍主力的F-15，曾參加波斯灣戰爭，和早期型F-15A相比主要是增加了一個能載900公斤燃料的內置油箱，發動機可選擇普惠F-100或通用動力的F-110
- F-15D：雙座位的F-15C，主要作為教練機
- F-15E：打擊機型，改用對空和對地兩用的APG-70雷達，取代了F-111戰鬥轟炸機
- F-15J：授權日本三菱重工生產的F-15C（但也有資料說是以早期F-15A為藍本）
- F-15DJ：雙座位的F-15J，主要作為教練機和假想敵部隊用機
- F-15N：海軍航空母艦艦載機型，已停止發展

### 圖片

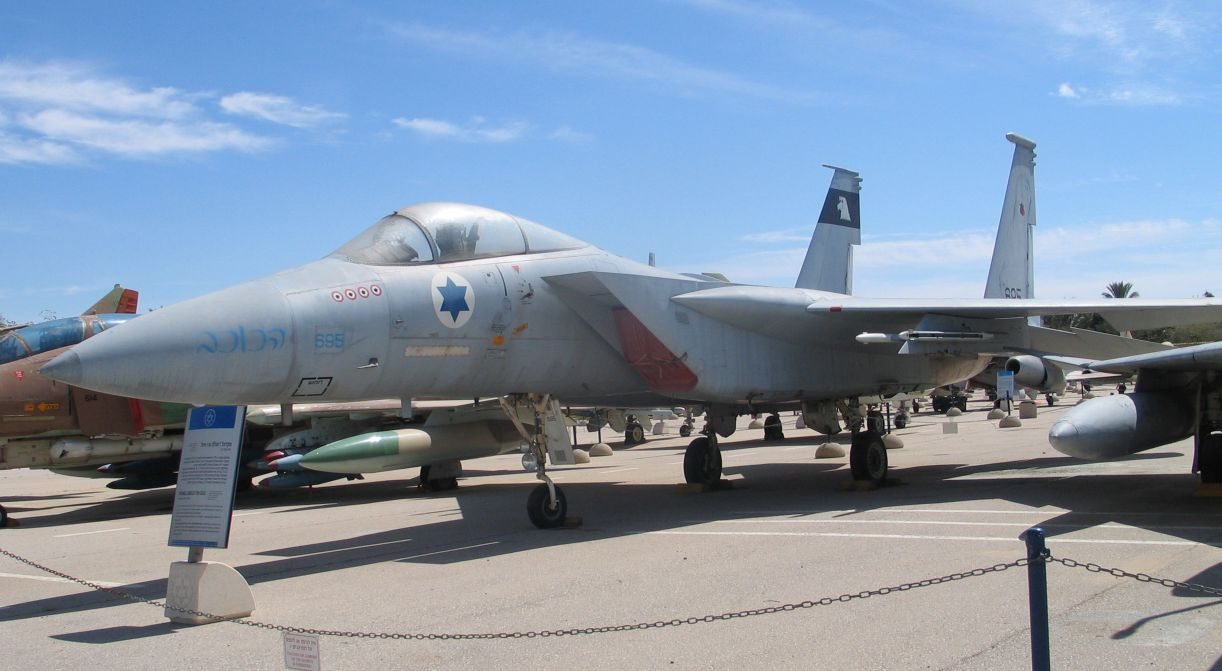
以色列空軍的F-15A戰鬥機
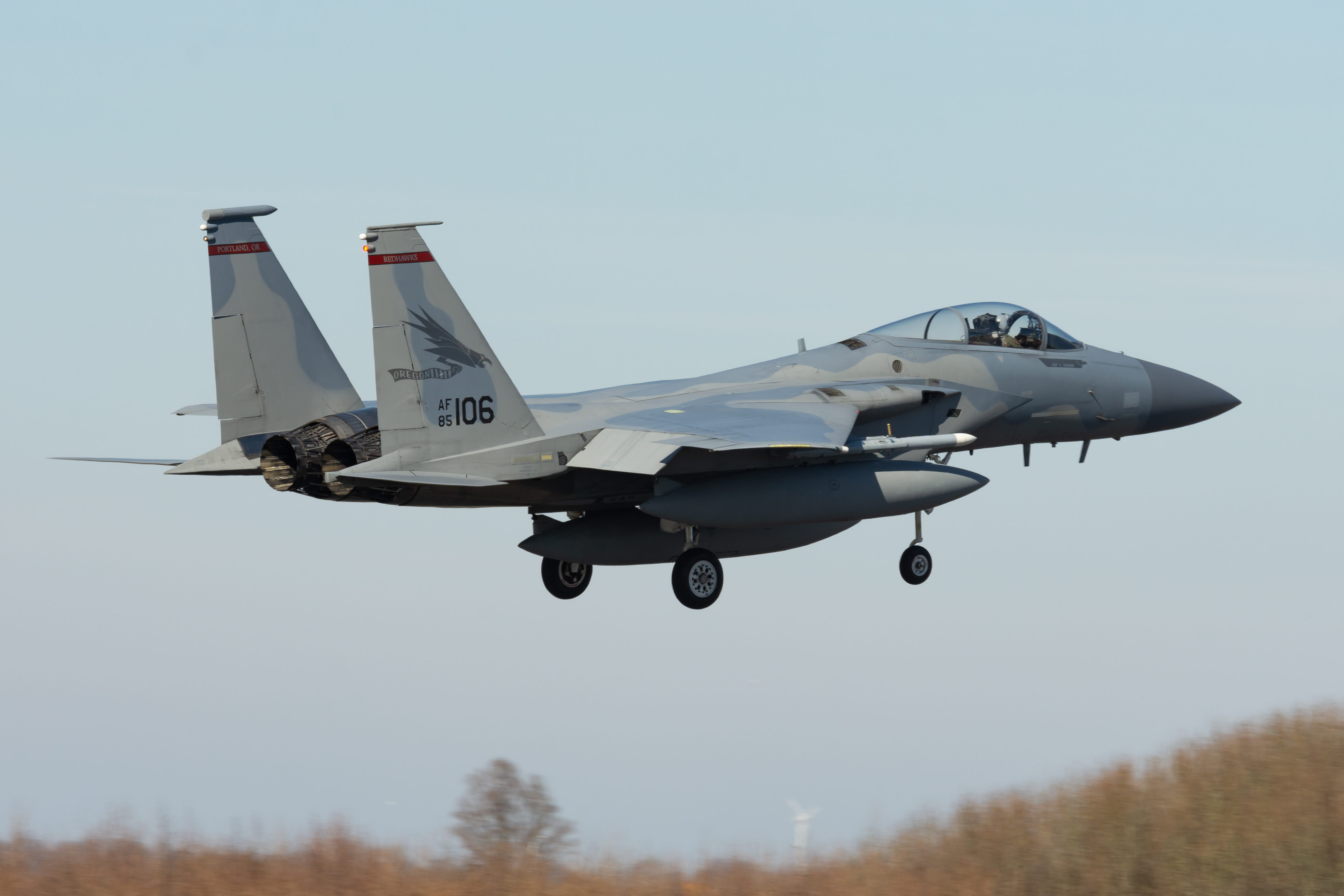
美國空軍的F-15C戰鬥機
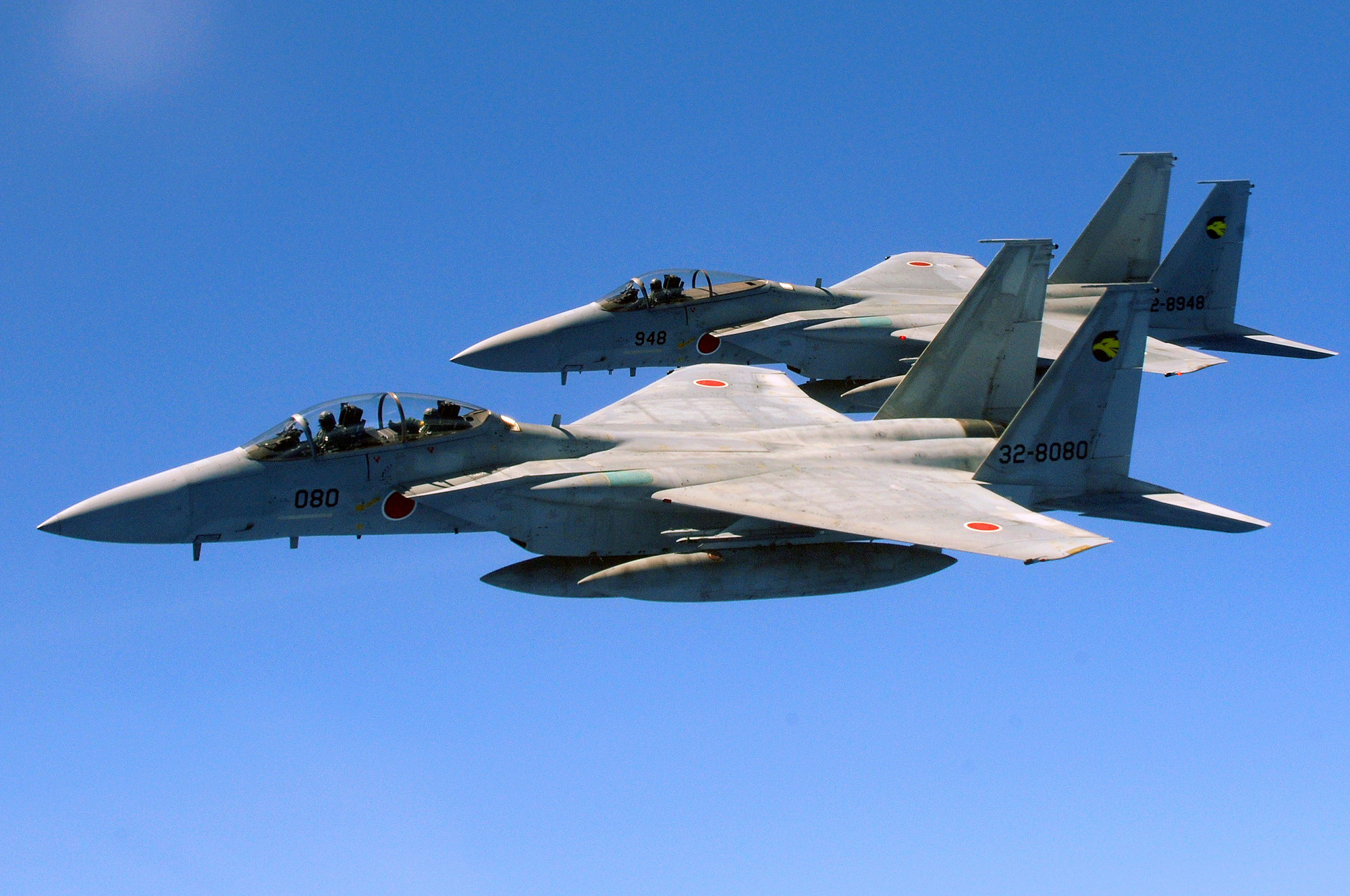
日本航空自衛隊的F-15J（2009年）

### 未來發展

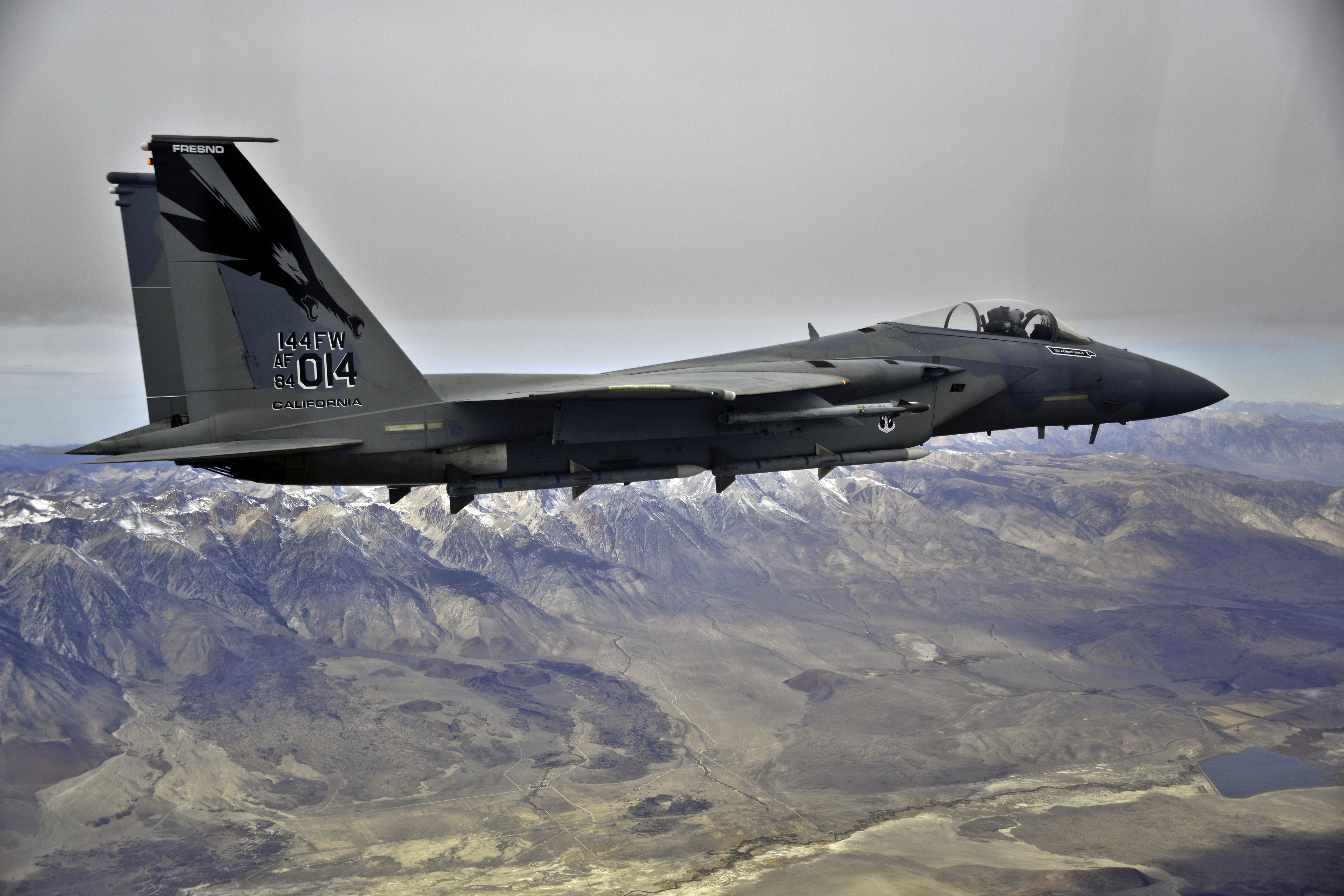
美國加州國民警衛隊的F-15C戰鬥機（2013年11月）

F-15C/D已計劃要由其後繼者F-22猛禽戰鬥機取代，但由於F-22採購數量不足，美軍打算保留178架（一說是208架，48架於國民警卫队，160架於美國空軍）F-15C/D戰機服役至2025年之後，並且換裝AN/APG-63 (V)3主動相位陣列雷達（AESA）。
2009年，波音公司在聖路易斯展示了F-15SE沉默鷹式戰鬥機（Silent Eagle）。F-15SE做了重大改進：對局部外形進行技術處理，在機體表面覆蓋吸波塗層，同時采用了一種可以內置武器掛架的適型油箱（CFT），這使得該機對波音公司的潛在客戶非常富有吸引力。將來隨著執行任務的不同，F-15SE既可以使用帶有內置武器掛架的適型油箱，也可仍然使用裝載燃油並帶有外部武器掛架的傳統適型油箱。當采用前面一種配置方式時，F-15SE可以在內部掛架上攜帶諸如AIM-9“響尾蛇” 近距空空導彈和AIM-120中距空空導彈之類的空戰武器，也可攜帶包括“聯合直接攻擊彈藥”（JDAM）和“小直徑炸彈”（SDB）在內的對地攻擊武器。當采用傳統保型油箱時，F-15SE則可以攜帶目前F-15各種型別所能攜帶的標準武器彈藥。
- F-15 X

波音建議美國空軍採購新生產的F-15 X取代日益老化的F-15C/D/E
美國國防部部長辦公室已將要求撥款12億美元，採購F-15X的提案插入預算案中。據消息人士透露，美國空軍2020年將獲得8架F-15X，接下來幾年會再增加72架，以取代機齡已達35年的F-15C戰機。F-15X又分為兩種版本，一種是單座的F-15CX，還有一種是雙人座的F-15EX。美國空軍最後決定只採購雙座的F-15EX。
根據波音官網資料，F-15EX在過去10年已投注超過50億美元的技術開發，在武器搭載量有很大的提升，具有12個空對空與15個空對地的武器掛點，搭載容量可達29,500磅，可依據各種需求進行變換，兼具各種型態的任務。

### 實驗機

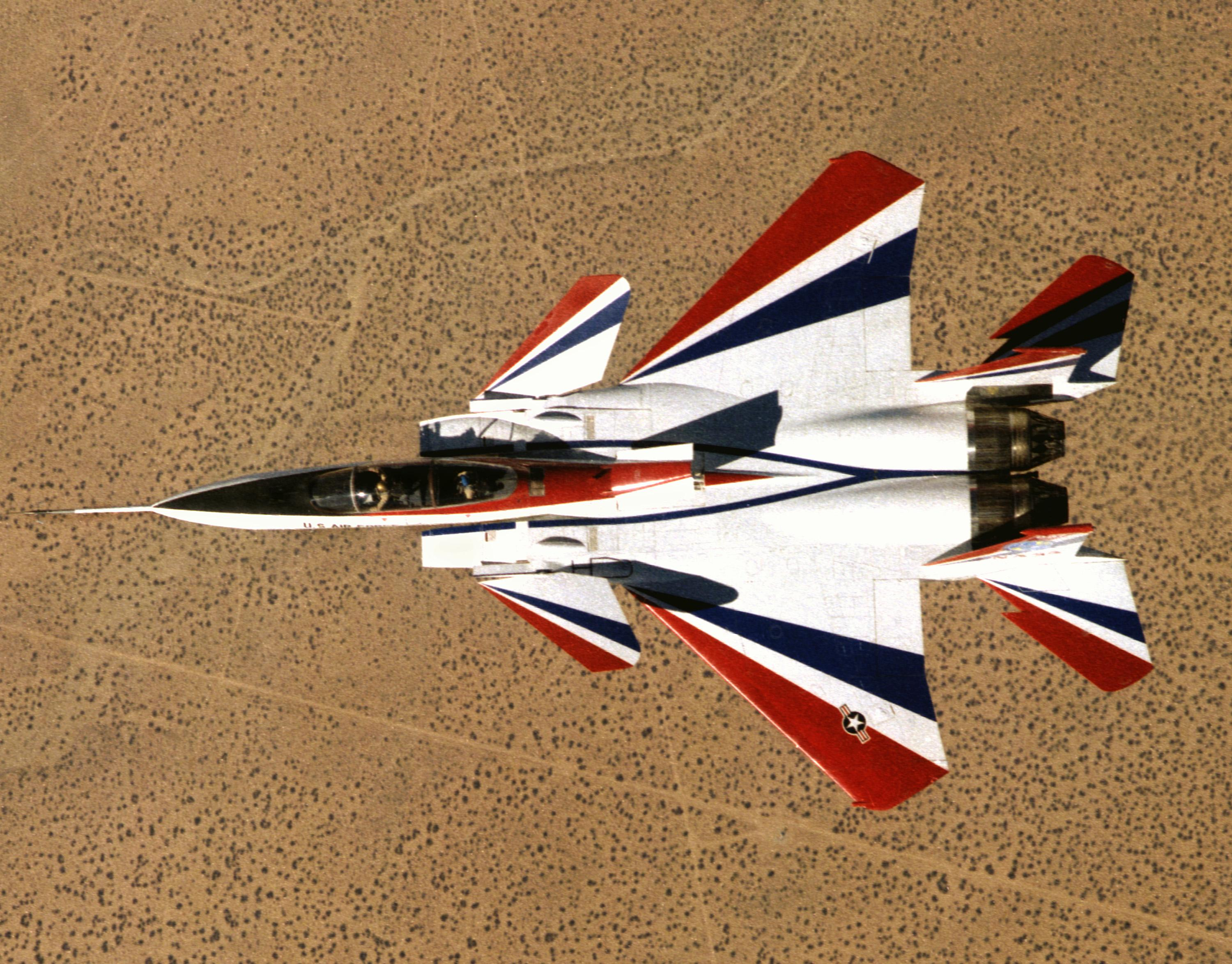
NASA的F-15 Active實驗機

除了美國空軍，美國NASA也有使用F-15作各種有關飛行的科學實驗，有些F-15甚至需要進行一些改裝，例如:
- F-15 ACTIVE: ACTIVE即是「Advanced Control Technology for Intergrated VEhicles」的英文簡寫，中文即是「對於綜合載俱的先進控制科技」

## 歷史

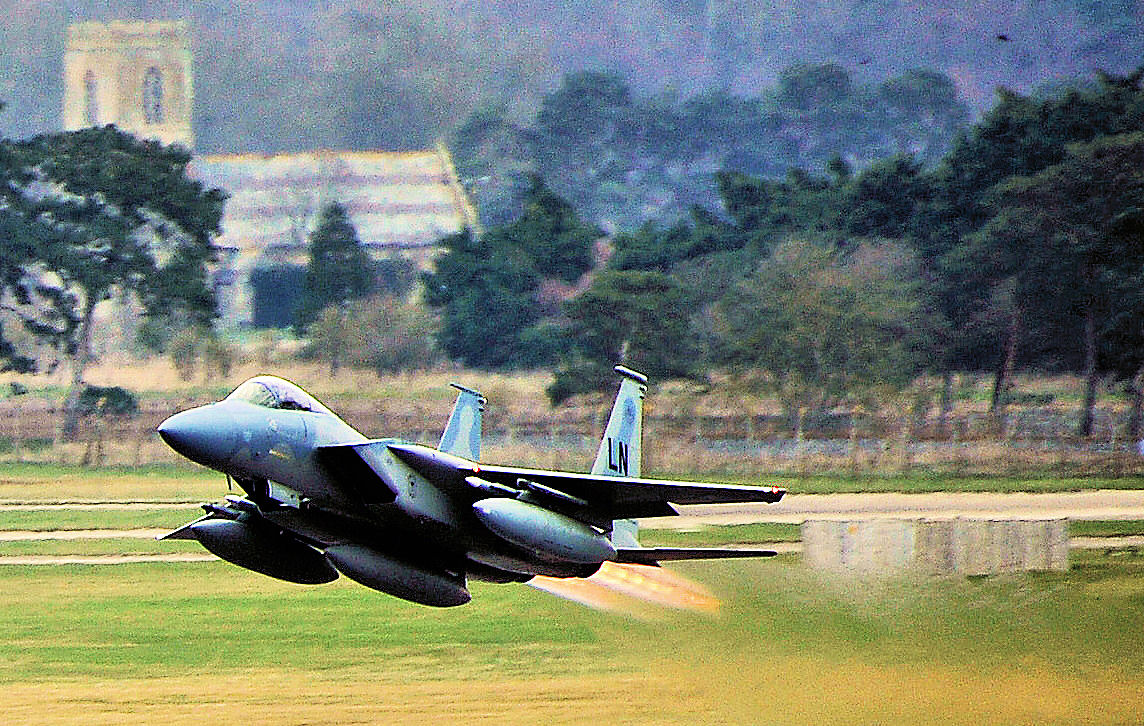
美国空军第48战斗机联队部署在英國皇家空軍萊肯希思基地的F-15C鷹式战斗机

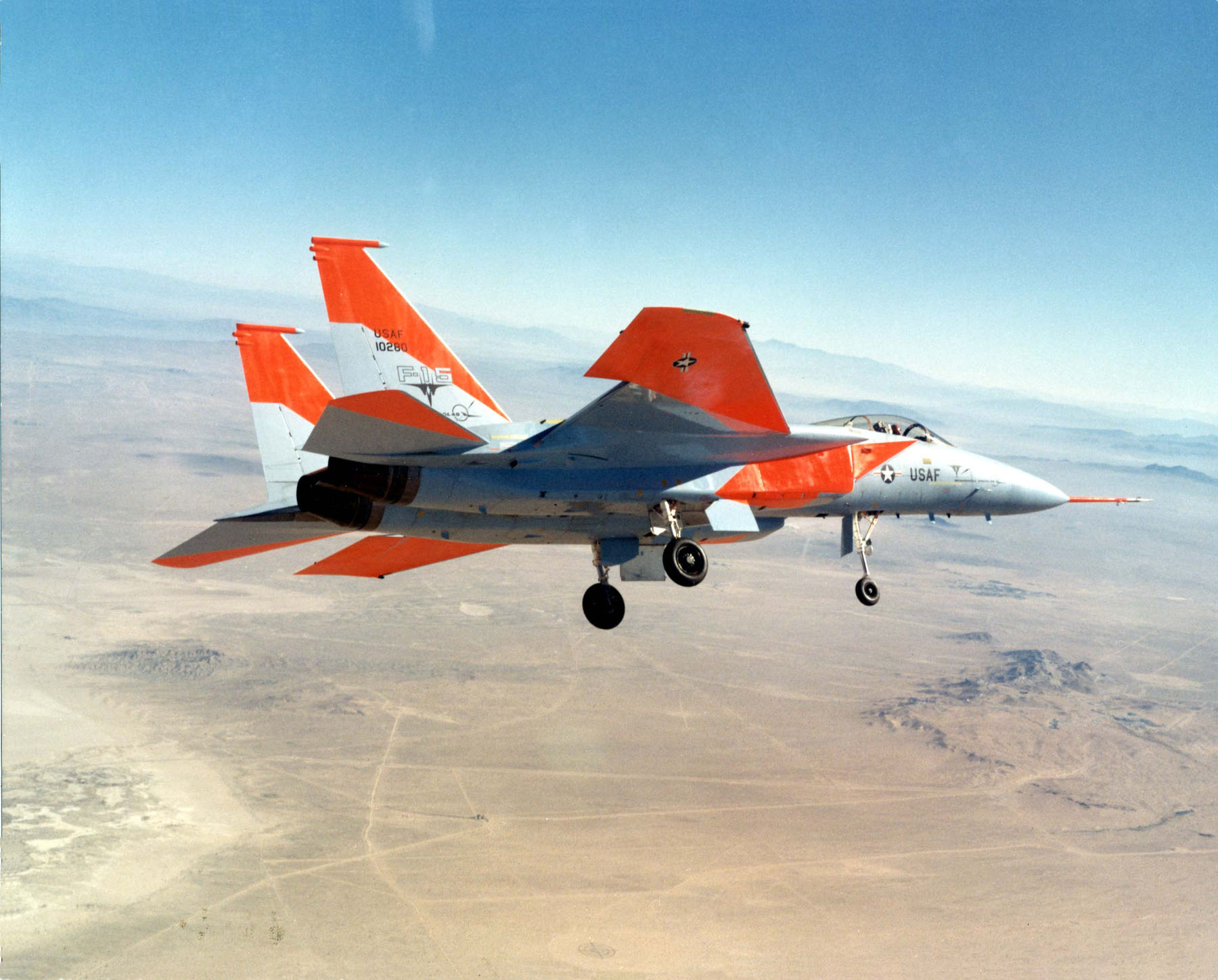
F-15A原型機一號 (SN:71-0280)

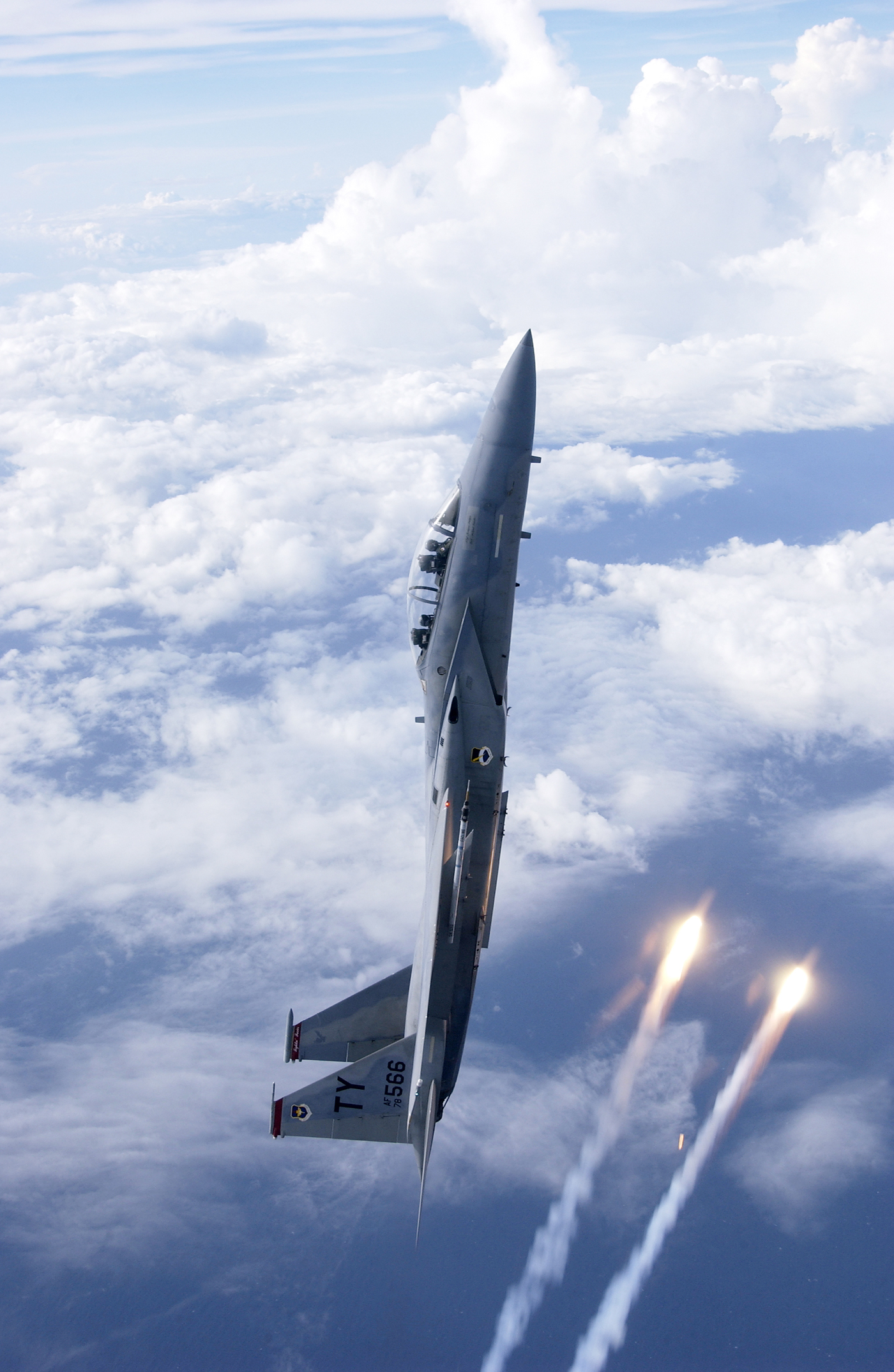
一架屬於佛羅里達州廷德爾空軍基地第325戰鬥機聯隊的F-15D正在投放熱焰彈

1969年由麥道（McDonnell Douglas）公司得標重型主力戰機計畫，當時一開始的概念是來自於已經成為主力的F-4以及稍早服役的F-14經驗，海空軍均認為只有大型、重型戰機才有足夠的全方位能力應付空優、攔截等任務，而不像戰機黑手黨（主張近戰纏鬥至上的學派）力主的輕型戰機處處受限，但基於強烈的軍種本位主義、使用F-4的越戰難堪過去，空軍一直在政治層面施力，阻止美國國會支持F-14空軍版的發展。
迫於當時蘇聯MiG-25屢屢在各項飛行紀錄上的示威，F-15於1972年7月首次試飛，1974年首架量產機交付美國空軍使用，不過稍後即因為造價過高而產生了輔助戰機的概念，以「高-低配」為折衷方案，而導致了F-16與F/A-18的誕生，直到現在。
美國空軍是F-15最早也最大的使用者，其計劃将F-15服役至2025年。第一架單座F-15A在1972年7月首飛，第一架F-15B（或稱做TF-15A）雙座型在1973年7月首飛。第一架F-15B在1974年11月成軍，而在1976年1月，完成了第一個配屬F-15戰鬥的聯隊成軍。早期型F-15A/B有航程比輕型F-16戰鬥機還短的現象，以及發動機品質不穩定屢屢導致事故。
單座型的F-15C和雙座型的F-15D在1979年加入美國空軍的行列，新機型具備PEP2000（Production Eagle Package 2000）的昇級，包括增加了2,000磅（約900公斤）的內載油量，可以加掛外部適形油箱的能力，最大起飛重量增加到68,000磅（約30,600公斤）。
F-15也曾計劃發展海軍艦載機型並稱為F-15N海鷹，F-15N會加強起落架結構強度和在前起落架加上拖桿以及可折起的機翼，還會加上可以發射AIM-54鳳凰飛彈的功能，但此計劃最終流產，同樣海軍的F-14雄貓式戰鬥機也曾想發展空軍型也以失敗收場。
F-15自1983年2月展開了多階段提昇計劃（Multistage Improvement Program，MSIP），1985年第一架MSIP型F-15C完成出廠。MSIP改良計畫中包含了中央電腦，可程式武器控制組等的昇級，可使用較新型的AIM-7、AIM-9、和AIM-120A等飛彈。還有擴充的戰術電戰系統，配備ALR-56C雷達警告接收器、ALQ-135反制裝置。最後43架還裝上了休斯APG-70雷達，另有161架F-15C自2001年初開始改換裝APG-63 (V)1，並已經展開逐步升級為APG-63（V）3的計畫，其餘的F-15則仍舊使用APG-63PSP雷達。
服役於以色列空軍的F-15A/B也參與了1982年的黎巴嫩戰爭，並在同年的貝卡谷地空戰與F-4、F-16聯手取得52:1的空戰絕對勝利。
F-15C/D和F-15E都參與了1991年在波斯灣發動的沙漠風暴行動，並獲得空軍39場空戰勝利中的36場。

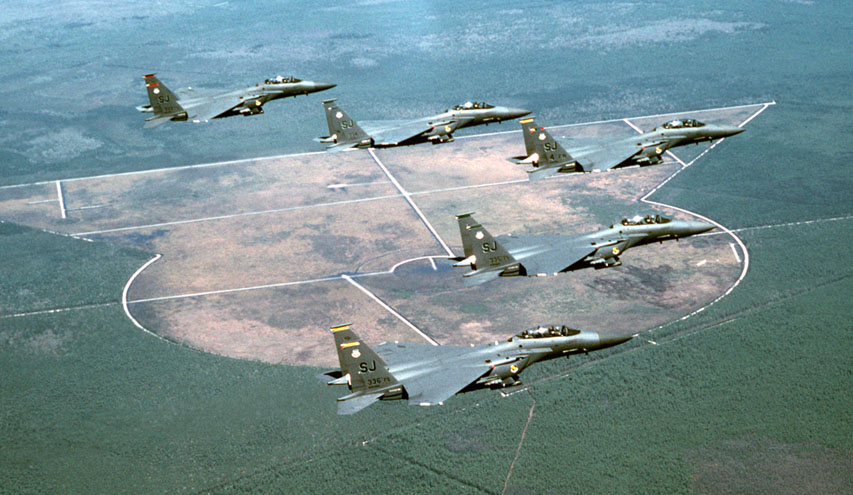
5架F-15E战机按“人”字飞行

地面打擊專用的F-15E主要於夜間使用LANTIRN進行飛雲飛彈載具與砲陣地的獵殺任務。
接下來F-15仍持續支援南方守望行動，在伊拉克南部禁航區巡邏，以及土耳其的Provide Comfort行動，北約在波士尼亞的行動等。
駐防於阿拉斯加第3聯隊-第12中隊的18架F-15C已經全面換裝更為先進APG-63（V）2 AESA雷達，暱稱「金鷹」（Golden Eagle），不過由於（V）2雷達使用較舊的AESA技術重量較重，飛機必須執行額外的配重工作，目前只換裝上18架戰機上，其餘F-15C的雷達升級則改換裝APG-63（V）3，換裝後空機重量與換裝前約略相同。

### 反衛星

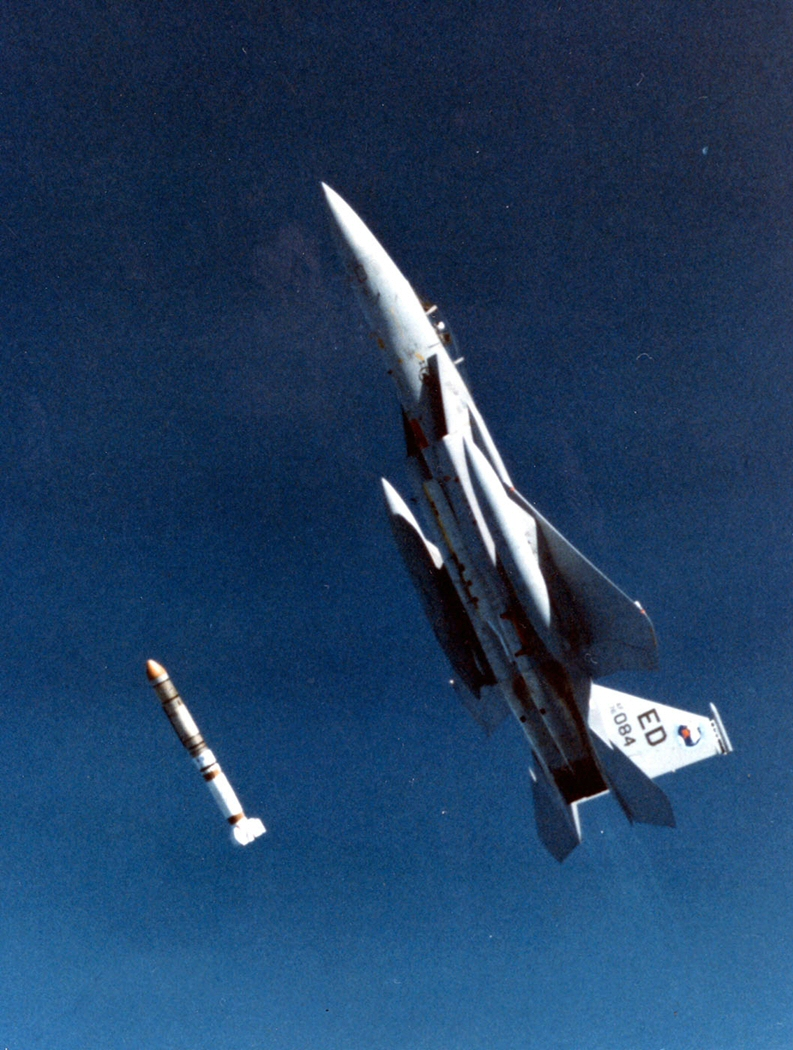
F-15戰鬥機試射一枚ASM-135反衛星飛彈

在1984年1月至1986年9月，部份F-15A型進行改裝以使用ASM-135反衛星飛彈，利用F-15A的射控雷達進行姿勢控制及飛彈發射，成功的於第三次試射時自高度38,100英呎（11,600公尺），音速1.22馬赫下以65度仰角發射飛彈並以動能擊毀的方式摧毀了離地555公里的退役衛星。
不過美方擔心這項發展會違反美國和蘇聯之間不研發和測試反衛星武器的協議，國會也不同意继續試驗，因此即使有20架F-15已經進行改裝工程，整個計畫還是在1988年正式終止。

### 故障停飛
2007年11月一架美國空中國民兵所屬的F-15戰機於空戰訓練時解體墜毀，飛行員安全逃生。2007年11月4日美國空軍宣佈F-15鷹式戰鬥機基於「適航性疑慮」，將停飛部分「非關鍵性飛行任務」，但其後於11月5日晚間宣布擴大停飛，停飛所有非戰鬥值勤的F-15戰鬥機，所有例行性日常戰備訓練任務暫停。而部署在阿富汗執行反恐作戰任務的F-15戰鬥機亦需停飛，停飛令適用於部署於全球各地的F-15鷹式戰鬥機。至此，美军所有的676架F-15戰鬥機全部停飛。日本航空自衛隊亦於11月5日宣佈全面停飛F-15鷹式戰鬥機。
F-15E在不久後即回復正常飛行及戰備任務，而A-D型機則繼續停飛。2008年1月美國空軍已經完成90%A-D型戰機的結構檢查，其中60%通過檢查回復正常飛行及戰備任務。而約有180架發現縱樑裂縫，此項缺失有可能讓這180架戰機提早退役。每架戰機更換縱樑成本約26萬美元，美國空軍目前還不確定是否要修復。
2009年9月16日，美軍最後一架F-15A自俄勒岡州空軍國民警衛隊退役，標誌著美國的F-15A/B型全面退役。
2022年1月31日，日本一架F-15DJ战机坠海，之後部分殘骸被找到，兩名飛行員確認喪生。

## 爭議
早期部份致力於改革越戰空戰的失敗，知名的「戰機黑手黨」（主張近戰纏鬥至上的學派）的軍事研究者們，認為F-15仍然只是F-4幽靈戰鬥機這款越戰失敗者之一的機型的升級版，但是隨著飛彈和電子科技進步纏鬥思維也逐漸淡出。
F-15的近距離空戰機動性、BVR空戰優勢、先進電戰系統等等雖有高度評價，但高單價及操作費使得美國空軍也無法配備太多，於是帶來了F-16戰隼式戰鬥機的研發，以彌補F-15的不足。
由於發展時間較早，雖然F-15遵循戰機黑手黨的能量空戰理論進行設計，然就整體氣動力外型設計而言，F-15其實並未完全具備第4代戰機的特徵（如前緣襟翼，翼胴融合），因此也有觀點指出F-15可視為3代戰機集大成者，但不能視為4代戰機，但優異的氣動力設計搭配堪稱推力充足的F100系列發動機，仍造就了F-15傑出的飛行性能，強大的載彈量（F-15EX預計將載彈量提升至29,500磅）能在未來與F-22或F-35搭配。

## 作戰紀錄
至今日在作戰損失(與敵對武裝集團發生直接性交火)上除波斯灣戰爭中遭地面火力而損失的兩架F-15E經證實外，其餘的擊墜紀錄目前皆未獲得實際物證證實
美国称直到2000年，F-15在空戰中，總共締造了104架擊墜紀錄而未被擊落，然而在1995年日本的一次實彈空戰訓練中，一架F-15J因為AIM-9安全裝置失常而擊落另一架F-15J。叙利亚声称1981年7月9日一架米格-25PD用两枚R-40击落了一架F-15，残骸落入地中海。

F-15主要的擊墜紀錄都是由以色列空軍在1982年的黎巴嫩戰爭（或稱第五次中東戰爭，以色列稱之為加利利和平行動）中締造的，許多敘利亞的俄製米格-21（報告中的數量從80到92架不等）与米格-23和少量的米格-25被擊落，其中一部份是F-15的戰績。但俄罗斯人也声称叙利亚的米格-21bis也于1982年8月6日用一枚AA-8「蚜蟲」空對空飛彈击落了一架以色列的F-15A，但以色列表示飛機返回基地并得到了修复。同时也有俄罗斯资料指出1983年10月3架以色列空军的F-15被叙利亚空军的米格-23ML击落。
沙烏地阿拉伯皇家空軍（Royal Saudi Air Force）在1984年與伊朗的小規模衝突中擊落二架F-4，波斯灣戰爭中擊落二架伊拉克幻象F1。
在波斯灣戰爭中，美國空軍締造了大部份的擊墜紀錄，大多都是用飛彈，而被擊落的敵機大部份都是被追擊，而不是直接向美軍發動的正面交火。在這場戰爭中，F-15被用於對地攻擊的比重和空優任務相當。不過其中F-15E也遭到地面炮火的攻擊而損失兩架，另外2003年的伊拉克戰爭中也有一架可能是被地面炮火擊落。
1999年科索沃戰爭中，美軍F-15C使用AIM-120B共擊落4架南联盟米格-29。
2001年2架以色列空軍F-15C擊落2架敘利亞空軍米格-29。
2018年1月8日胡塞武装組織公布一段紅外線影片，"宣稱"擊落一架沙烏地阿拉伯空軍F-15S，但其影片中F-15S在疑似被擊中後並無顯示機體嚴重破損，飛行姿態也無明顯改變，且缺乏實體殘骸事證。

### 一片機翼就夠了
在1983年5月1日，以色列空軍的一次纏鬥訓練中，一架F-15D與一架A-4天鷹式攻擊機發生碰撞。F-15D的右翼幾乎整個撕裂，只剩最內側的2英呎（60厘米）還在。飛行員沒有聽從教官要求彈射的命令，並且成功地將這架重創的飛機迫降到機場。事後調查認為能夠成功迫降是因為機尾巨大的水平面積，以及引擎進氣道與機身提供的額外昇力。兩個月後，這架飛機完成修復並回到任務行列，事實上，稍早時期採用類似構型的F-14亦發生過類似事件，證明了此一型態機身構型在氣動力學上的特色：以F-14而言，超過每小时740公里（400節），機身便成為舉升體。

## 使用國

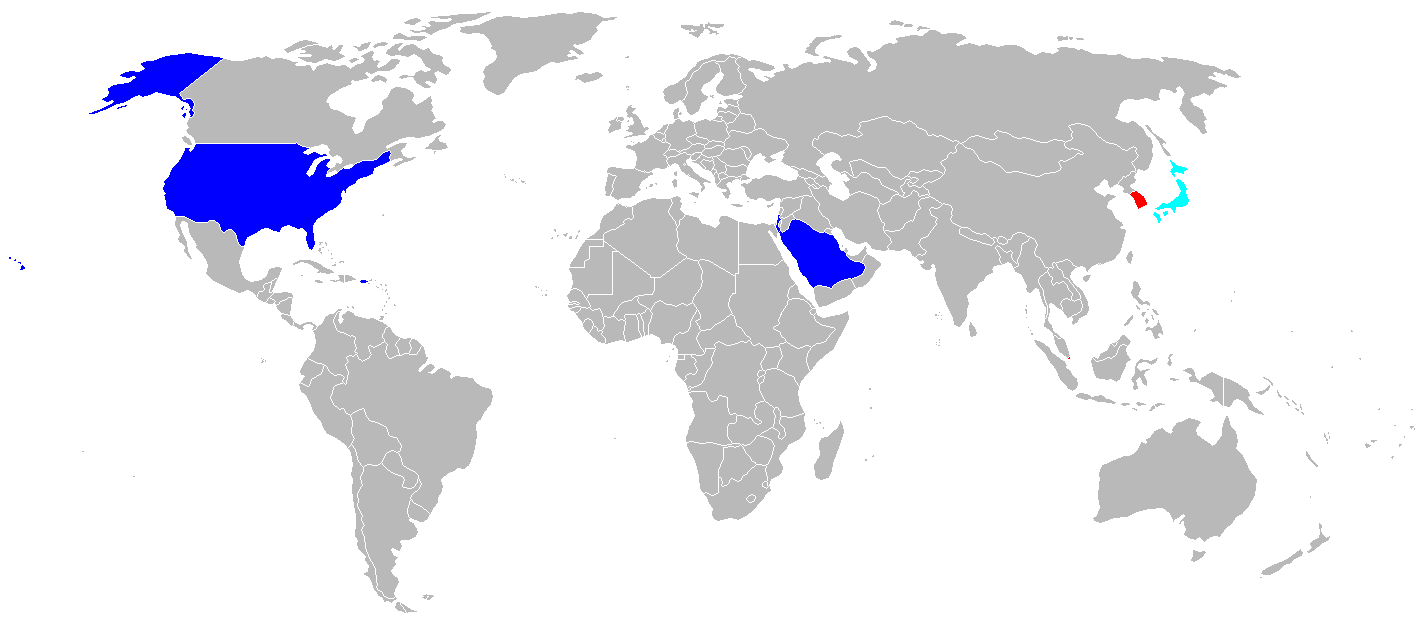
F-15用戶為青色，F-15E用戶為紅色，兩種版本都有為藍色

使用F-15的國家有：美國（F-15A/B與F-15C/D）、以色列（F-15A/B與F-15C/D）、日本（F-15J與F-15DJ）、沙烏地阿拉伯（F-15C/D）。
使用F-15E的國家有：美國（F-15E）、以色列（F-15I）、沙烏地阿拉伯（F-15S）、南韓（F-15K，這是第一個使用奇異引擎的F-15，在這之前的F-15都是使用普惠引擎。）、新加坡（F-15SG）。
使用F-15先進鷹的國家有：沙烏地阿拉伯（F-15SA）、卡達（F-15QA）、美國（F-15EX）、印尼（F-15IDN）、以色列（F-15IA）。
 美国

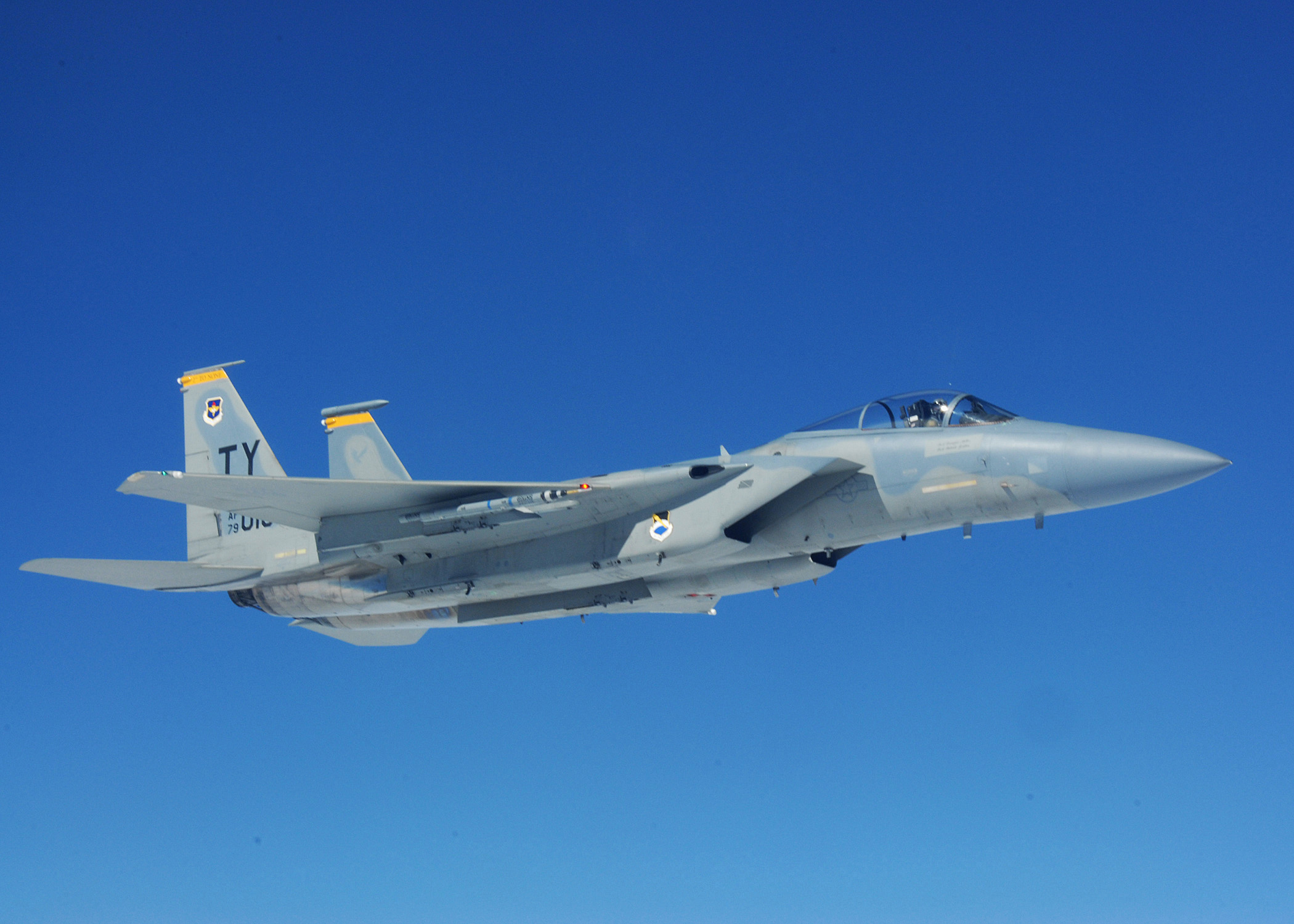
一架美國空軍F-15C飛行於佛羅里達州上空

- F-15C/D 美國空軍 235架，其中140架属於美國空軍國民警衛隊（至2019年11月）[21][22]
- F-15E 美國空軍 219架（至2019年4月）[23]
- F-15EX 美國空軍 6架（计划购买104架，至2024年5月）

 沙烏地阿拉伯
- F-15C：46架
- F-15D：16架

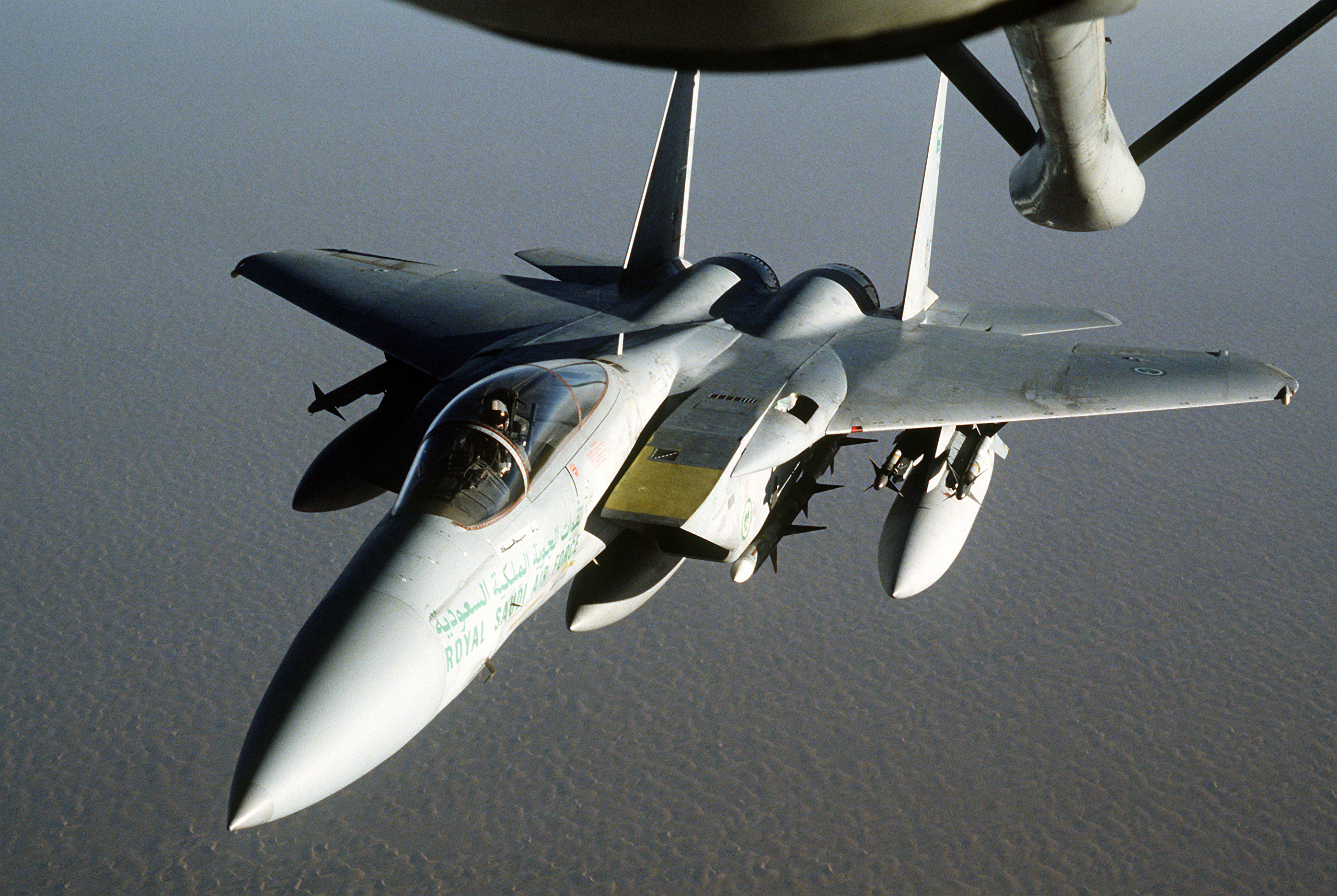
沙特皇家空軍的F-15C正進行空中加油

- F-15S：72架（68架正升级为F-15SR）

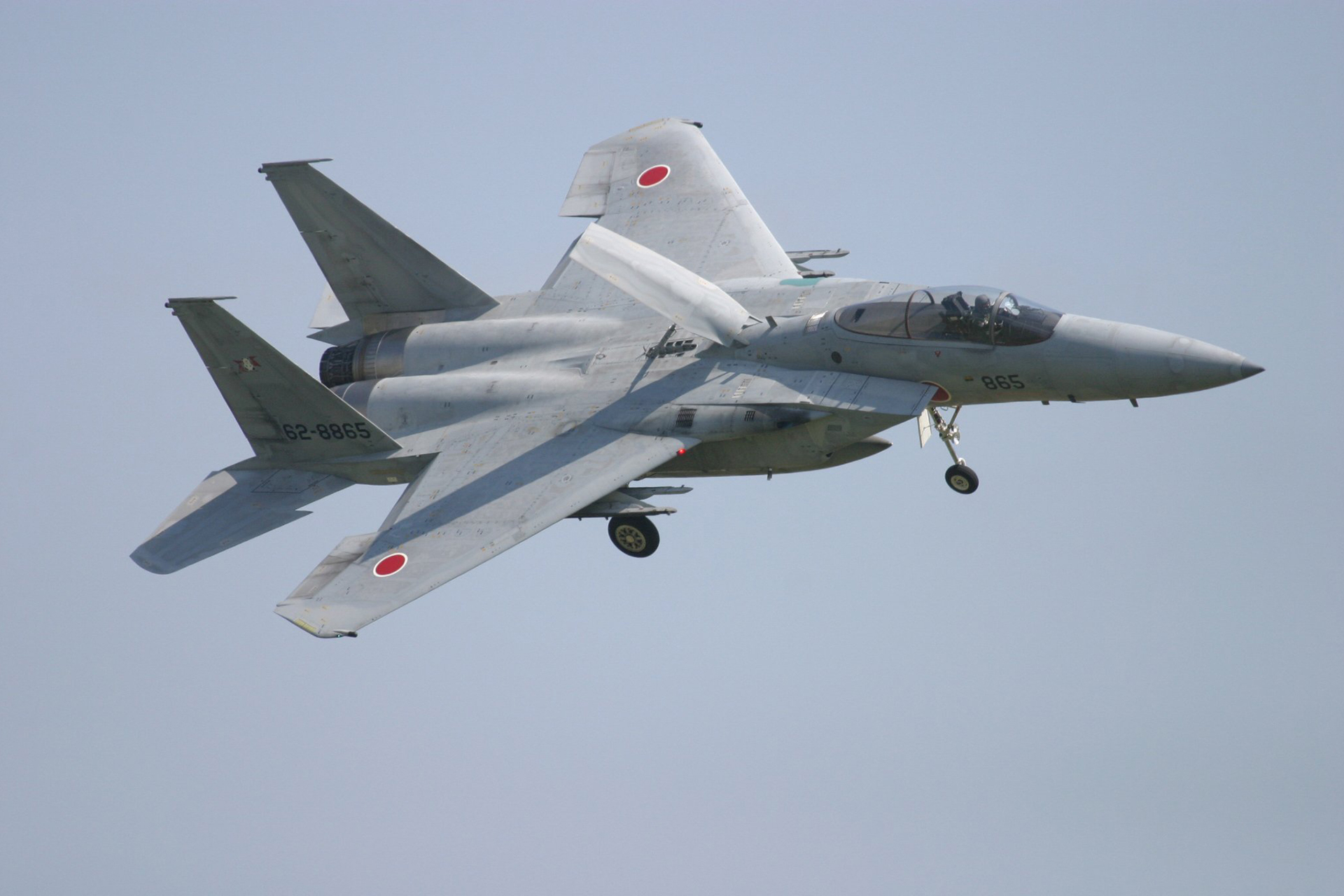
日本航空自衛隊的F-15J戰鬥機

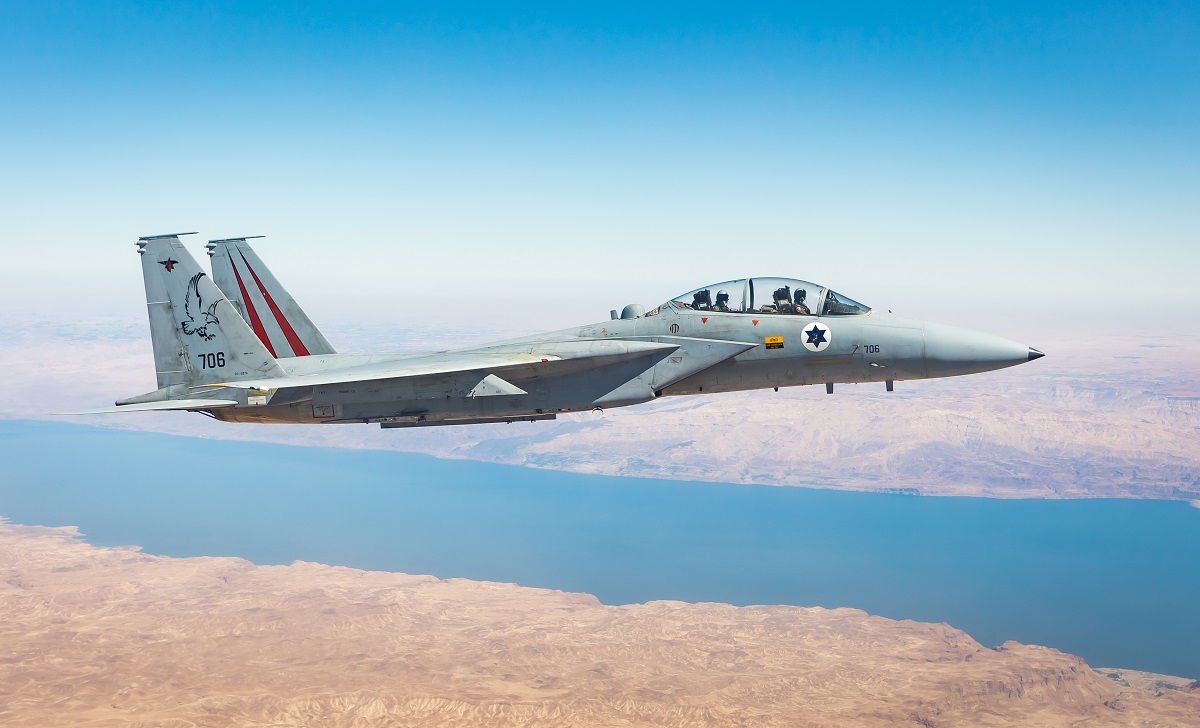
以色列空軍F-15D戰鬥機

- F-15SA：84架

 日本─已授權於三菱重工自行生產製造，美國之外唯一生產F-15的國家
- F-15J：165架，折損8架
- F-15DJ：48架，折損3架

 以色列
- F-15A：38架
- F-15B：6架
- F-15C：16架
- F-15D：11架
- F-15I/I+：25架[24]
- F-15IA：訂購25架

- F-15K：60架

 新加坡
- F-15SG：40架[25]

- F-15QA：36架[26]

 印度尼西亞
- F-15IDN：印尼空軍訂購24架[27]

## 過去競投紀錄
- 澳洲皇家空軍：由於幻影3型戰鬥機日漸老化，澳洲皇家空軍於1975年決定採購第四代戰鬥機作取代，而F-15亦有列入第一輪競標名單。雖然F-15滿足澳方提出的技術要求，但最後當局基於此等先進戰機會破壞地區局勢穩定為由，決定不予採購[28]。

 乌克兰
- 烏克蘭空軍：自2014年俄羅斯聯邦併吞克里米亞後，烏克蘭空軍計劃採購西方戰機[29]，以替換現存的蘇式戰機，當中JAS 39獅鷲戰鬥機、F-16V、F-15EX及陣風戰鬥機均在考慮之列[30]，但計劃一直停滯不前，並因戰事而受阻。因應俄羅斯全面入侵，烏軍最終在2023年獲歐洲多國承諾轉讓F-16AM/BM[31][32]。

## 性能諸元（F-15 Eagle）

### 基本資料
- 人員： 1(F15A/C),2(F15B/D)
- 全長： 63.75英尺（19.43）
- 翼展： 42.75英尺（13.03）
- 全高： 18.625英尺（5.677）
- 主翼面積： 608平方英尺（56.5平方）
- 補助翼面積： 26.48平方英尺（2.46平方）
- 襟翼面積： 35.84平方英尺（3.33平方）
- 垂尾翼面積： 105.28平方英尺（9.78平方）
- 尾翼面積： 111.36平方英尺（10.35平方）
- 空重： 28,575磅（12,961）
- 內載燃油重： 13,442磅（6,097）
- 標準空戰重量（C型）： 45,155磅（20,482）（100%內載燃料，6枚AIM-120，2枚AIM-9M）
- 最大起飛重量
  - C/D: 68,000磅（31,000）
- 動力
  - F-15C/D 二具F100-PW-100或F100-PW-220帶後燃器渦輪扇引擎，每具靜軍用推力64.9kN，後燃推力106.4kN[33]

### 性能表現
- 極速 1,650英里每小時（2,660每小時）（2.5 Mach）
- 航程
  - C：
    - 轉場航程3,000浬（內載燃油及攜帶適型油箱與三個外掛副油箱）
    - 超過2,500浬以上（內載燃油及三個外掛副油箱）
    - 最大作戰半徑1,000浬
- 實用昇限
  - A/B/C/D: 65,000 ft （19,800 m）
- 爬昇率 50,000 ft/min （15,240 m/min）
- 推重比 1.071（C型）
- 翼負荷 357.5kg/m²

### 武裝
- 六個翼下、四個機身外側、一個機身中線掛點，總外掛可達16,000磅（7,300公斤），武器包括：
  - 機炮：一座M61A2火神式20毫米機炮，彈藥940發／512發（F-15E）
  - 飛彈：
    - 四枚AIM-7麻雀飛彈或四枚AIM-120先進中程空對空飛彈，通常掛載於機身外側掛點或適型油箱下掛點
    - 四枚AIM-9響尾蛇飛彈，通常掛載於翼下大型多功能掛架

### 雷達
- AN/APG-63或AN/APG-70（英语：AN/APG-63 radar family）

升級後使用:
- AN/APG-63(V)1(1990s)
- AN/APG-63(V)2/3 AESA雷達(2000年代起)

## 同样被稱为F-15的飛機
在第二次世界大戰中，诺斯洛普（Northrop）建造了P-61黑寡婦戰鬥機的無武裝型，稱為F-15報告者式（Reporter）（在陸軍航空隊的命名系統中，F代表照像偵察機，使用到1947年美國空軍創立）。

## 流行文化
機動警察

## 備註
1. ↑  另有作鷲式[2]

### 引用
1. ↑  Weapons and Warfare [2 volumes]: From Ancient and Medieval Times to the 21st Century, ABC-CLIO, P. 530
2. ↑  .   [2019-12-24]. （原始内容存档于2017-11-19）.
3. ↑  . Business insider.   [2019-12-24]. （原始内容存档于2019-06-04）.
4. ↑  . thedrive.   [2019-12-24]. （原始内容存档于2019-09-01）.
5. ↑  .   [2019-12-24]. （原始内容存档于2019-06-09）.
6. ↑  .   [2019-12-24]. （原始内容存档于2019-06-02）.
7. ↑  . 12/3/2019.   [2019-12-24]. （原始内容存档于2019-09-21）.
8. ↑  .   [2019-12-24]. （原始内容存档于2019-09-20）.
9. ↑  適航性疑慮美軍F-15戰鬥機全面停飛，PCHome新聞原文載於《東森新聞報》，2007年11月6日
10. ↑  因事故頻發F-15戰鬥機被“打入冷宮” （页面存档备份，存于），新浪新聞原文載於《南方報業網》，2007年11月7日
11. ↑  事故頻發美軍停飛所有F-15戰機 （页面存档备份，存于）BBC中文網，2007年11月6日
12. ↑  Hughel, Staff Sgt. John. "Final F-15A model retired from Oregon Guard." （页面存档备份，存于） ng.mil, 13 October 2009. Retrieved: 26 August 2011.
13. ↑  .   [2022-02-01]. （原始内容存档于2022-02-01）.
14. ↑  .   [2002-11-25]. （原始内容存档于2002-11-25）.
15. ↑   (PDF).   [2009-02-27]. （原始内容 (PDF)存档于2009-05-04）.
16. ↑  .   [2009-02-28]. （原始内容存档于2017-07-24）.
17. ↑  .   [2009-02-28]. （原始内容存档于2013-07-10）.
18. ↑  .   [2009-02-28]. （原始内容存档于2009-02-26）.
19. ↑  .   [2009-03-29]. （原始内容存档于2009-03-11）.
20. ↑  .   [2005-09-12]. （原始内容存档于2005-11-09）.
21. ↑   (PDF). secure.afa.org.   [2019-02-02]. （原始内容 (PDF)存档于2019-02-03）.
22. ↑  Hunter, Jamie; Kaminski, Tom. . Combat Aircraft (Key Publishing Ltd). December 2019: 40.
23. ↑  . U.S. Air Force.   [2020-03-03]. （原始内容存档于2019-10-26） （美国英语）.
24. ↑  .   [2019-12-24]. （原始内容存档于2019-06-16）.
25. ↑  . www.sohu.com.   [2023-08-25]. （原始内容存档于2023-06-03）.
26. ↑  .   [2023-02-16]. （原始内容存档于2023-02-16）.
27. ↑  . RFI. 2023-08-22  [2023-08-24]. （原始内容存档于2023-09-02） （中文（繁體））.
28. ↑  McLaughlin, Andrew. . Fyshwick, ACT: Phantom Media. 2005: 52. ISBN 0646443984.
29. ↑  . Kyiv Post. 2019-03-15  [2023-10-18]. （原始内容存档于2023-10-21）.
30. ↑  . Мілітарний.   [2023-09-22]. （原始内容存档于2022-02-27） （乌克兰语）.
31. ↑  . Ukrainska Pravda.   [2023-08-20]. （原始内容存档于2023-09-21） （英语）.
32. ↑  . AP News. 2023-08-20  [2023-08-20]. （原始内容存档于2023-10-22） （英语）.
33. ↑  . www.allstar.fiu.edu.   [2017-06-26]. （原始内容存档于2015-01-10）.
34. ↑  The 51st Division, , 2020-12-12  [2024-11-14]

### 書籍
Neufeld, Jacob.  Today's Best Military Writing. 2007 [2001]  [2017-04-22]. ISBN 978-1-4299-1069-9.

## 外部連結
- F-15 Eagle USAF Fact Sheet （页面存档备份，存于）
- F-15 Eagle history page on Boeing.com （页面存档备份，存于）
- McDonnell Douglas F-15A, and F-15C on USAF National Museum web site
- F-15 Eagle in service with Israel
- The McDonnell Douglas F-15 Eagle page （页面存档备份，存于） on Vectorsite.net
- McDonnell Douglas F-15 Eagle (Baz) （页面存档备份，存于）
- F-15 Eagle "Commando" with 6 Syrian kill markings （页面存档备份，存于）
- F-15 Eagle in Service with Israel （页面存档备份，存于）